# Czopowatość bulw ziemniaka i pstra plamistość pędów ziemniaka
Czopowatość bulw ziemniaka i pstra plamistość pędów ziemniaka – wirusowa choroba ziemniaka (Solanum tuberosum) wywołana przez Tobacco rattle virus.
Polska nazwa wirusa: wirus nekrotycznej kędzierzawki tytoniu, nazwy angielskie: Tobacco rattle virus, Tobacco rattle nepovirus, Tobacco rattle tobravirus, TRV, preferowana nazwa Tobravirus tabaci.

## Występowanie i szkodliwość
Wirusa TRV wykryto na ponad 400 gatunkach roślin, wśród roślin uprawnych są to m.in. burak, czosnek, fasola, groch, irys, jęczmień, kapusta, kukurydza, ogórek, papryka, piwonia, słonecznik, szpinak, tulipan, ziemniak. Na wielu z nich nie powoduje objawów. Wirus zwykle nie przemieszcza się w obrębie rośliny i często pozostaje w korzeniach zainfekowanych żywicieli; u piwonii i ziemniaków może jednak pojawić się także w częściach nadziemnych.
Wywołana przez TRV choroba powoduje pogorszenie jakości bulw i zmniejszenie plonu, które może wynieść nawet 30%. Jeszcze większe są straty z powodu pogorszenia jakości bulw. Porażone bulwy nie nadają się do sprzedaży ani przetwórstwa na frytki i chipsy. Przepisy prawne określają dopuszczalne porażenie bulw sadzeniakowych wirusami dla różnych klas kwalifikacyjnych, ale obejmują one wszystkie wirusy, bez ich rozróżniania.

## Objawy
Widoczne są głównie na bulwach. Następuje ich deformacja i występują koncentrycznie strefowane martwice, tworzące charakterystyczne skupiska, półksiężyce lub okręgi, bardzo podobne jak przy smugowatości ziemniaka. Objawy te są szczególnie uwydatnione w okresach niskich temperatur, ich natężenie zależy także od szczepu wirusa, wilgotności i odmiany ziemniaka. Na nadziemnej części ziemniaka objawy pojawiają się rzadko, mają postać występujących na liściach i łodygach drobnych, żółtych, czasami dość jasnych plam, które z czasem ulegają nekrozie.

## Epidemiologia
Są dwa główne źródła infekcji wirusem TRV; zainfekowane nim bulwy użyte jako sadzeniaki oraz pospolite gatunki chwastów rosnących w uprawach ziemniaków: gwiazdnica pospolita, fiołek polny, komosa biała, starzec zwyczajny, powój polny, rdest ptasi, mniszek lekarski. Przenosicielem wirusa z tych roślin na rośliny ziemniaka są nicienie, głównie z rodzajów Trichodorus i Paratrichodorus, które mogą się w glebie przemieszczać na pewne odległości. Jeżeli wcześniej wysysały sok z zainfekowanego wirusem chwastu, to potem mogą nim zainfekować ziemniaka. Przemieszczaniu się nicieni sprzyja wilgotna gleba i ciepła pora roku. Infekcja przez nicienie ma większe znaczenie, niż spowodowana zainfekowanymi bulwami. Wirusy mogą w nicieniach przetrwać nawet do 4 lat. W niewielkim stopniu bulwy ziemniaków mogą ulec infekcji także od użytego do użyźnienia gleby obornika zawierającego zainfekowane nasiona chwastów. Wirus może być także przenoszony przez narzędzia używane do uprawy gleby.

## Zapobieganie
Nie ma skutecznych metod zwalczania wirusów. Ich rozprzestrzenianie się można jedynie ograniczyć poprzez działania zapobiegawcze:
- Uprawa odmian odpornych. Są odmiany całkowicie odporne (‘Bintje’, Caesar’, ‘Fianna’, ‘Hermes’, ‘Lady Rosetta’, ‘Romano’, ‘Symfonia’, ‘Viola’), ale są to odmiany zagraniczne. Polskich odmian nie przebadano pod kątem odporności na TRV[2];
- Przy uprawie odmian podatnych na wirusy, należy kupować sadzeniaki tylko od sprzedawców posiadających certyfikat jakości i nie należy ich sadzić na polu, na którym w poprzednich latach wystąpiły wirusowe choroby ziemniaków[5];
- Najskuteczniejszą metodą obrony jest stosowanie 4-letniego płodozmianu. Jednak uprawa zbóż w międzyczasie sprzyja rozwojowi nicieni, z tego powodu glebę z takich miejsc powinna być badana pod kątem obecności nicieni z rodzajów Trichodorus i Paratrichodorus[2];
- Ponieważ wilgotna gleba sprzyja rozprzestrzenianiu się nicieni (a także chorób grzybowych), należy przy uprawie ziemniaków unikać takich gleb. Wskazane jest także unikanie nawadniania[2];
- Można ograniczyć rozwój wirusów stosując jak najwcześniejsze sadzenie oraz możliwie najwcześniejszy zbiór plonu (wykopki)[5];
- Zainfekowane rośliny należy wraz z bulwami usuwać z pola i spalić[5];
- Należy metodami mechanicznymi i chemicznymi usuwać z plantacji ziemniaków chwasty, gdyż są one źródłem wirusów, które mogą z nich być przez nicienie przeniesione na ziemniaki[2];
- Częste mycie narzędzi i maszyn rolniczych zmniejsza możliwość przenoszenia wirusów i innych patogenów z gleby i zainfekowanych roślin na zdrowe rośliny[2].